# Hohenwarth (Bawaria)
Hohenwarth – miejscowość i gmina w Niemczech, w kraju związkowym Bawaria, w rejencji Górny Palatynat, w regionie Ratyzbona, w powiecie Cham. Leży w Lesie Bawarskim, około 20 km na południowy zachód od Cham, nad rzeką Regen, przy linii kolejowej (Lam–Cham).

## Dzielnice
W skład gminy wchodzą następujące dzielnice:
| - Ansdorf - Gotzendorf - Haselmühle - Haselstauden - Höll - Hudlach - Hundzell - Lutzenmühle - Oberzettling | - Ponholz - Ribenzing - Rosenau - Simmereinöd - Simpering - Thenhof - Thening - Unterzettling - Watzlsteg |

## Demografia
| Rok  | Liczba mieszk. |
| ---- | -------------- |
| 1970 | 1903           |
| 1987 | 2129           |
| 2000 | 2182           |

## Oświata
(na 1999)

W gminie znajduje się 50 miejsc przedszkolnych (52 dzieci) oraz szkoła podstawowa (22 nauczycieli, 351 uczniów).